# Condado de Palm Beach
El condado de Palm Beach es un condado ubicado en el estado de Florida. En 2000, su población era de 1 131 184 habitantes. Su sede está en West Palm Beach. El condado de Palm Beach es uno de los tres condados que conforman el área metropolitana del sur de Florida (Florida del Sur).

## Historia
El condado de Palm Beach fue creado en 1909. Su nombre es el de su primera ciudad, Palm Beach, que debe su nombre a las palmeras y a las playas del área.
Henry Flagler tuvo gran influencia en el desarrollo del condado a principios del siglo XX al extender el Ferrocarril de la costa este de Florida con la línea entre Jacksonville y Key West.
En el condado de Palm Beach, en la ciudad de Boca Ratón, fue donde ocurrió el primero de los ataques terroristas con Carbunco de 2001.

## Demografía
Según el censo de 2000, el condado cuenta con 1 131 184 habitantes, 474 175 hogares y 303 946 familias residentes. La densidad de población es de 221 hab/km² (573 hab/mi²). Hay 556 428 unidades habitacionales con una densidad promedio de 109 u.a./km² (282 u.a./mi²). La composición racial de la población del condado es 79,05% Blanca, 13,80% Afroamericana o Negra, 0,22% Nativa americana, 1,51% Asiática, 0,06% De las islas del Pacífico, 2,98% de Otros orígenes y 2,38% de dos o más razas. El 12,44% de la población es de origen Hispano o Latino cualquiera sea su raza de origen.
De los 474 175 hogares, en el 24,90% de ellos viven menores de edad, 50,80% están formados por parejas casadas que viven juntas, 9,70% son llevados por una mujer sin esposo presente y 35,90% no son familias. El 29,20% de todos los hogares están formados por una sola persona y 14,60% de ellos incluyen a una persona de más de 65 años. El promedio de habitantes por hogar es de 2,34 y el tamaño promedio de las familias es de 2,89 personas.
El 21,30% de la población del condado tiene menos de 18 años, el 6,60% tiene entre 18 y 24 años, el 27,00% tiene entre 25 y 44 años, el 22,00% tiene entre 45 y 64 años y el 23,20% tiene más de 65 años de edad. La edad media es de 42 años. Por cada 100 mujeres hay 93,50 hombres y por cada 100 mujeres de más de 18 años hay 90,50 hombres.
La renta media de un hogar del condado es de $45 062, y la renta media de una familia es de $53 701. Los hombres ganan en promedio $36 931 contra $28 674 para las mujeres. La renta per cápita en el condado es de $28 801 el 9,90% de la población y 6,90% de las familias tienen rentas por debajo del nivel de pobreza. De la población total bajo el nivel de pobreza, el 14,30% son menores de 18 y el 6,60% son mayores de 65 años.

## Límites
El condado de Palm Beach limita al norte con el condado de Martin, con el océano Atlántico al este, con el condado de Broward al sur, con el condado de Hendry al oeste, con el lago Okeechobee al noroeste.

## Localidades del condado

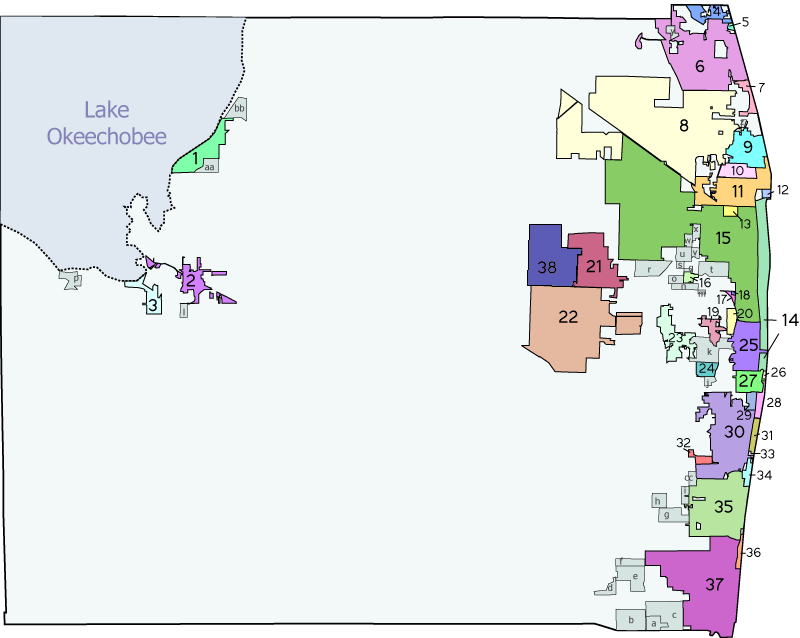
Municipalidades incorporadas en el condado de Palm Beach.

1. Ciudad de Pahokee
2. Ciudad de Belle Glade
3. Ciudad de South Bay
4. Poblado de Tequesta
5. Pueblo de Jupiter Inlet Colony
6. Pueblo de Jupiter
7. Pueblo de Juno Beach
8. Ciudad de Palm Beach Gardens
9. Poblado de North Palm Beach
10. Pueblo de Lake Park
11. Ciudad de Riviera Beach
12. Pueblo de Palm Beach Shores
13. Pueblo de Mangonia Park
14. Pueblo de Palm Beach
15. Ciudad de West Palm Beach
16. Pueblo de Haverhill
17. Pueblo de Glen Ridge
18. Pueblo de  Cloud Lake
19. Poblado de Palm Springs
20. Pueblo de Lake Clarke Shores
21. Poblado de Royal Palm Beach
22. Poblado de Wellington
23. Ciudad de Greenacres
24. Ciudad de Atlantis
25. Ciudad de Lake Worth
26. Pueblo de South Palm Beach
27. Pueblo de Lantana
28. Pueblo de Manalapan
29. Pueblo de Hypoluxo
30. Ciudad de Boynton Beach
31. Pueblo de Ocean Ridge
32. Poblado de Golf
33. Pueblo de Briny Breezes
34. Pueblo de Gulf Stream
35. Ciudad de Delray Beach
36. Pueblo de Highland Beach
37. Ciudad de Boca Raton

### Áreas no incorporadas
- Belle Glade Camp
- Boca Del Mar
- Boca Pointe
- Canal Point
- Century Village
- Cypress Lakes
- Dunes Road
- Fremd Village-Padgett Island
- Golden Lakes
- Gun Club Estates
- Hamptons at Boca Raton
- High Point
- Juno Ridge
- Kings Point
- Lake Belvedere Estates
- Lake Harbor
- Lake Worth Corridor
- Lakeside Green
- Limestone Creek
- Mission Bay
- Plantation Mobile Home Park
- Royal Palm Estates
- Sandalfoot Cove
- Schall Circle
- Seminole Manor
- Stacey Street
- Villages of Oriole
- Westgate-Belvedere Homes
- Whisper Walk

## Educación
El Distrito Escolar del Condado de Palm Beach gestiona las escuelas públicas.
El Sistema de Bibliotecas del Condado de Palm Beach gestiona las bibliotecas públicas.